# Кумадзаки, Синъя
Синъя Кумадзаки (яп. 熊崎 信也 Кумадзаки Синъя, род. 21 мая 1979, Гифу, Япония) — японский режиссёр и геймдизайнер, сотрудник HAL Laboratory, который в настоящее время является генеральным директором серии игр Kirby.

## Биография

### Ранняя жизнь
Кумадзаки родился в префектуре Гифу в 1979 году, учился в Колледже искусств Канадзавы и Академии изящных искусств Суидобата.

### Ранняя карьера в HAL Laboratory
Кумадзаки становится сотрудником HAL Laboratory в 2002 году, где некоторые из его ранних ролей включали в себя отладку игры Kirby: Nightmare in Dream Land и дизайн уровней для Kirby Air Ride, а также дизайн финальной битвы с боссом Дроусия в игре Kirby: Canvas Curse. Первая игра под его руководством вышла в 2008 году, ею стал ремейк под названием Kirby Super Star Ultra для Nintendo DS, где оригинальная игра была расширена и включала в себя четыре дополнительные мини-игры.

### Директор
В 2010 году он работал над встроенным программным обеспечением для новой на тот момент системы Nintendo 3DS, когда его привлекли к разработке незавершенной на тот момент игры Kirby Wii; под его руководством команде разработчиков в итоге удалось включить в проект элементы трех незавершенных концепций, и игра была выпущена под названием Kirby’s Return to Dream Land.
С тех пор Кумадзаки занимал должность директора, а затем и генерального директора основных платформеров серии Kirby, включая сборник Kirby’s Dream Collection, посвященный 20-летию Kirby (2012), игр Kirby: Triple Deluxe (2014), Kirby: Planet Robobot (2016), Kirby Star Allies (2018) и Kirby and the Forgotten Land (2022). Кроме того, с 2016 года он принимал участие в разработке игр серии BoxBoy!, а также является актером озвучивания Короля Дидиди из серии Kirby, ранее эту же самую роль в Kirby 64: The Crystal Shards исполнял Масахиро Сакураи.
Как генеральный директор игр серии Kirby, Кумадзаки считает «устройства, карты и крутые битвы с боссами» основными компонентами качественных экшн-игр. Кумадзаки также хорошо известен среди фанатов серии Kirby за серьёзное обогащение лора серии (наиболее известным примером является упоминание Старцев Маголором в игре Kirby’s Return to Dream Land) и предыстории различных персонажей, а также за объединение канона серии через описания различных боссов и интервью на экране паузы игр.
По состоянию на 2021 год Кумадзаки также входит в совет директоров HAL Laboratory.

### Личная жизнь
У Кумадзаки был домашний кот по имени Том; в частности его голос был использован для озвучивания финального босса игры Kirby: Planet Robobot. Кот умер в 2017 году.
Кумадзаки также ведёт свой личный блог в Instagram.

## Игры, в разработке которых принимал участие
| Название                           | Год  | Роль |
| ---------------------------------- | ---- | --- |
| Kirby: Nightmare in Dream Land     | 2002 | Отладка связи                                                                                             |
| Kirby Air Ride                     | 2003 | Геймдизайнер                                                                                              |
| Kirby: Canvas Curse                | 2005 | Геймдизайнер                                                                                              |
| Otona no Joshiki Ryoku Training DS | 2006 | Особая благодарность                                                                                      |
| Kirby Super Star Ultra             | 2008 | Руководитель                                                                                              |
| Kirby’s Return to Dream Land       | 2011 | Руководитель, актёр озвучивания (Король Дидиди)                                                           |
| Kirby’s Dream Collection           | 2012 | Руководитель (вместе с Тацуей Камиямой)                                                                   |
| Kirby: Triple Deluxe               | 2014 | Руководитель, актёр озвучивания (Король Дидиди, Теневой Дидиди)                                           |
| Kirby Fighters Deluxe              | 2014 | Руководитель, актёр озвучивания (Король Дидиди, Теневой Дидиди)                                           |
| Dedede’s Drum Dash Deluxe          | 2014 | Руководитель, актёр озвучивания (Король Дидиди, Теневой Дидиди)                                           |
| Kirby and the Rainbow Curse        | 2015 | Особая благодарность                                                                                      |
| BoxBoxBoy!                         | 2016 | Бокс-комиксы. Драфт                                                                                       |
| Kirby: Planet Robobot              | 2016 | Руководитель, актёр озвучивания (клоны Дидиди)                                                            |
| Bye-Bye BoxBoy!                    | 2017 | Бокс-комиксы. Драфт                                                                                       |
| Team Kirby Clash Deluxe            | 2017 | Руководитель, актёр озвучивания (Король Д-Разум)                                                          |
| Kirby’s Blowout Blast              | 2017 | Руководитель, актёр озвучивания (Король Дидиди)                                                           |
| Kirby Battle Royale                | 2017 | Руководитель, актёр озвучивания (Король Дидиди)                                                           |
| Kirby Star Allies                  | 2018 | Руководитель, актёр озвучивания (Король Дидиди, Параллельный Дидиди, Окончательная Пустота)               |
| Super Smash Bros. Ultimate         | 2018 | Супервайзер                                                                                               |
| Kirby’s Extra Epic Yarn            | 2019 | Супервайзер персонажей                                                                                    |
| BoxBoy! + BoxGirl!                 | 2019 | Бокс-комиксы. Драфт                                                                                       |
| Super Kirby Clash                  | 2019 | Руководитель, актёр озвучивания (Король Д-Разум)                                                          |
| Kirby Fighters 2                   | 2020 | Руководитель, актёр озвучивания (Король Дидиди)                                                           |
| Kirby and the Forgotten Land       | 2022 | Руководитель, актёр озвучивания (Король Дидиди), текст песни (заглавная тема «Welcome to the New World!») |